# سالن بسکتبال آزادی
سالن بسکتبال آزادی از سالن‌های ورزشی سرپوشیده ایران که در شهر تهران با ظرفیت ۳۰۰۰ نفر می‌باشد. این سالن بخشی از از ۵ سالن مجتمع در مجموعه ورزشی آزادی است.